# 以色列—黎巴嫩停戰協定
2024年11月26日，以色列和黎巴嫩在美國和法國的調解下，共同達成了停戰協定，中止了以色列和真主黨之間長達14個月的戰爭。該停戰協定要求雙方在簽署後的60天內暫停敵對交戰行為，真主黨需將其武裝部隊移至利塔尼河以北約40公里以外，以色列軍隊將會逐步從黎巴嫩佔領區撤離。一個由美國領導的五國停戰監督小組將監督停戰的實施情況，並部署5,000名黎巴嫩士兵以確保雙方遵守協定。根據協定，以色列擁有在危及自身安全的情況下重啟戰爭的權利。
在停戰協定達成前，真主黨遭受了重大損失，包括其領導人哈桑·納斯魯拉在內的眾多高級官員皆被以色列在空襲中擊斃。簽署前的前一天，以色列的軍隊剛跨過了利塔尼河。以色列安全內閣以10-1表決同意達成停戰協定。

## 协定内容
2024年11月26日，以色列总理本雅明·内塔尼亚胡向以色列安全内阁递交停战协定草案。安全内阁以10票支持、1票反对通过草案，唯一一张反对票来自国家安全部长伊塔马尔·本-格维尔。
以色列媒体披露协议包含以下条文：
1. 真主党及其他黎巴嫩武装运动不再对以色列发动侵略性行动；
2. 以色列与黎巴嫩承认联合国安全理事会第1701号决议的重要性；
3. 黎巴嫩军方与黎巴嫩安全部队会成为仅有两个获准在黎巴嫩南部展开任务的武装团体；
4. 黎巴嫩武器的销售、供应与生产将由黎巴嫩当局进行监督与管控；
5. 未获许可的武器生产及附属设施、基础设施及军事阵地将会被拆除；不符合上述规定的未获许可武器将会被销毁；
6. 以色列与黎巴嫩接受美国、英国、法国、德国等国成立委员会，监督及协助协定执行。
7. 以色列和黎巴嫩会向上述委员会及聯合國駐黎巴嫩臨時部隊报告任何可能违反承诺的行为；
8. 若真主党及黎巴嫩其他实体违反协定，以色列将保留攻击黎巴嫩的“完全军事行动自由”；
9. 南黎巴嫩村庄及冲突线上的定居点之间不会设立缓冲区；
10. 美国将推动以色列和黎巴嫩进行间接谈判，以求达成公认的陆地边界。

黎巴嫩媒体报道，黎巴嫩当局的一位消息人士表示，如果到2024年11月27日当地时间上午10点，双方没有出现升级局势或违反协议的行为，停火协议将生效。黎巴嫩总理納吉布·米卡提对协议表示强烈支持，呼吁国际社会协助协定实施，以立即“中止以色列的进犯”。

## 后续发展
停战协定正式生效后，以色列国防部长伊斯雷尔·卡茨命令以色列國防軍阻止真主党成员及黎巴嫩平民返回黎巴嫩南部。按照命令，以色列国防部阿拉伯语发言人阿維凱·阿德拉伊向平民发出警告，要求他们不要返回黎巴嫩南部的家中。国防军朝接近卡夫尔基拉村的车辆鸣枪示警，朝迈斯阿贾巴的多人开枪，同时逮捕了四名向军队驻扎地点靠近的疑似真主党成员。数千名流离失所的黎巴嫩家庭不顾警告，仍启程回到黎巴嫩南部的家中。
就在停火協議生效一天之後，以色列和真主黨就指責對方違反停火協議。以色列軍方襲擊真主黨在黎巴嫩南部的中程火箭存放庫以及幾輛車輛。截至2024年12月1号，以色列军队至少违反停火协议52次，袭击平民，有平民死伤；真主党则违反停火协议将部队调至利塔尼河以南，并向以色列国防军开火。